# Cerkiew św. Michała Archanioła w Zagórzu (prawosławna)
Cerkiew pod wezwaniem św. Michała Archanioła – prawosławna cerkiew parafialna w Zagórzu. Należy do dekanatu Sanok diecezji przemysko-gorlickiej Polskiego Autokefalicznego Kościoła Prawosławnego.

## Położenie
Cerkiew znajduje się w dzielnicy Stary Zagórz, przy ulicy Józefa Piłsudskiego 51.

## Historia
Świątynia murowana została zbudowana w 1836. W latach 1836–1947 greckokatolicka, następnie przejęta przez Skarb Państwa i przekazana prawosławnym. Opiekunem świątyni był Franciszek Truskolaski, a od 1928 do 1939 Adam Gubrynowicz.
Cerkiew była gruntownie remontowana w XX w. (1925, 1961). Wpisana do rejestru zabytków 30 września 1959 pod nr A-198. Cerkiew została włączona do uaktualnionego w 1972 spisu rejestru zabytków Sanoka w jego nowych granicach administracyjnych (istniejących do 1977).
Od 2016 świątynia parafialna.

## Architektura
Budowla orientowana, salowa. Od frontu, nad kruchtą, okazała wieża (dolna kondygnacja murowana, otynkowana na biało, górna – węższa, drewniana), zwieńczona blaszanym baniastym hełmem z latarnią i kopułą. Nawa murowana, nieotynkowana, z półkolistymi oknami, zakończona apsydą. Nad nawą dach blaszany, jednokalenicowy, z wieżyczką zwieńczoną niewielką kopułką. Od strony północnej dobudowana zakrystia z trójspadowym dachem. Wewnątrz zabytkowy ikonostas.

## Galeria

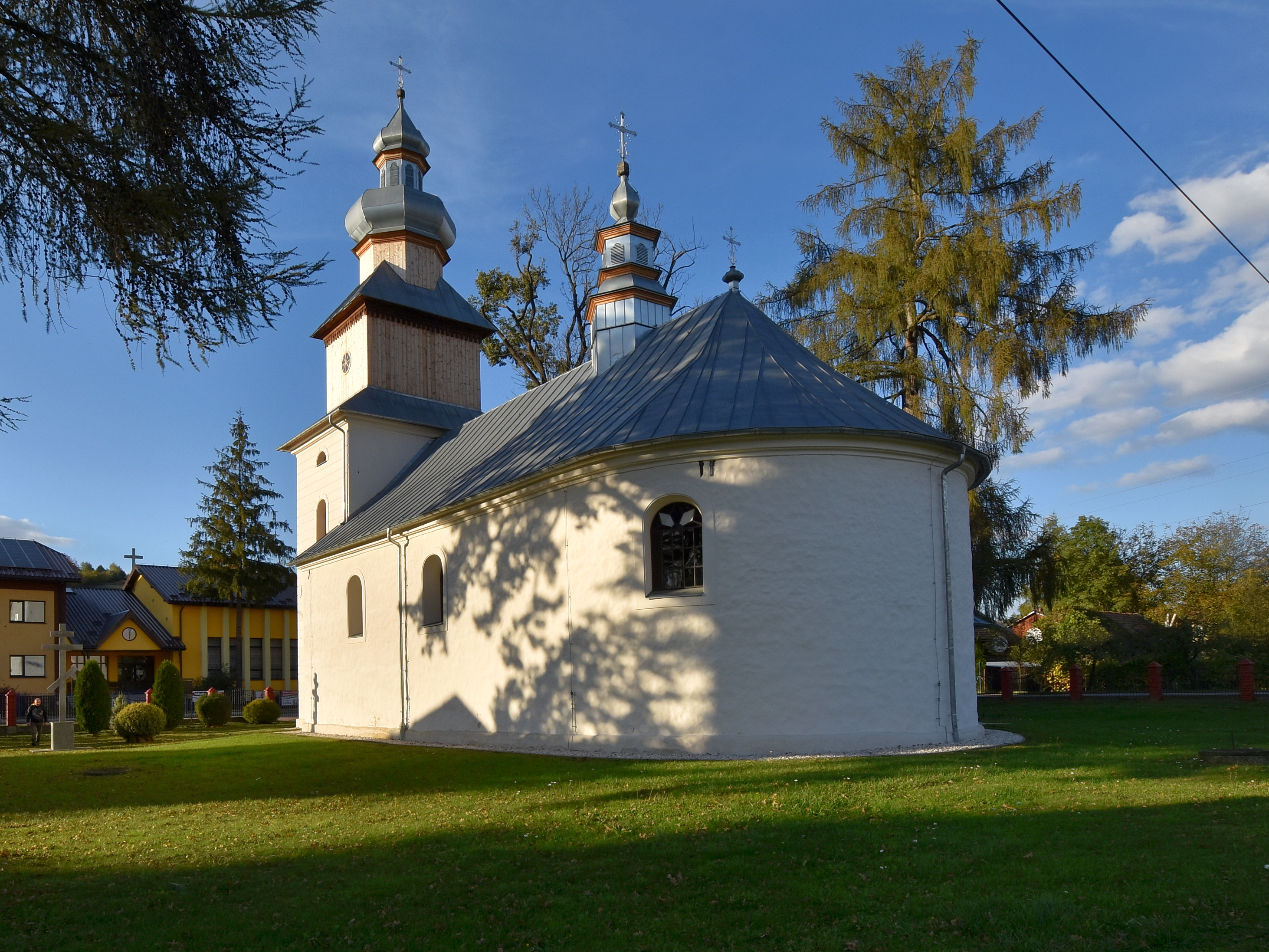
Widok od strony wschodniej
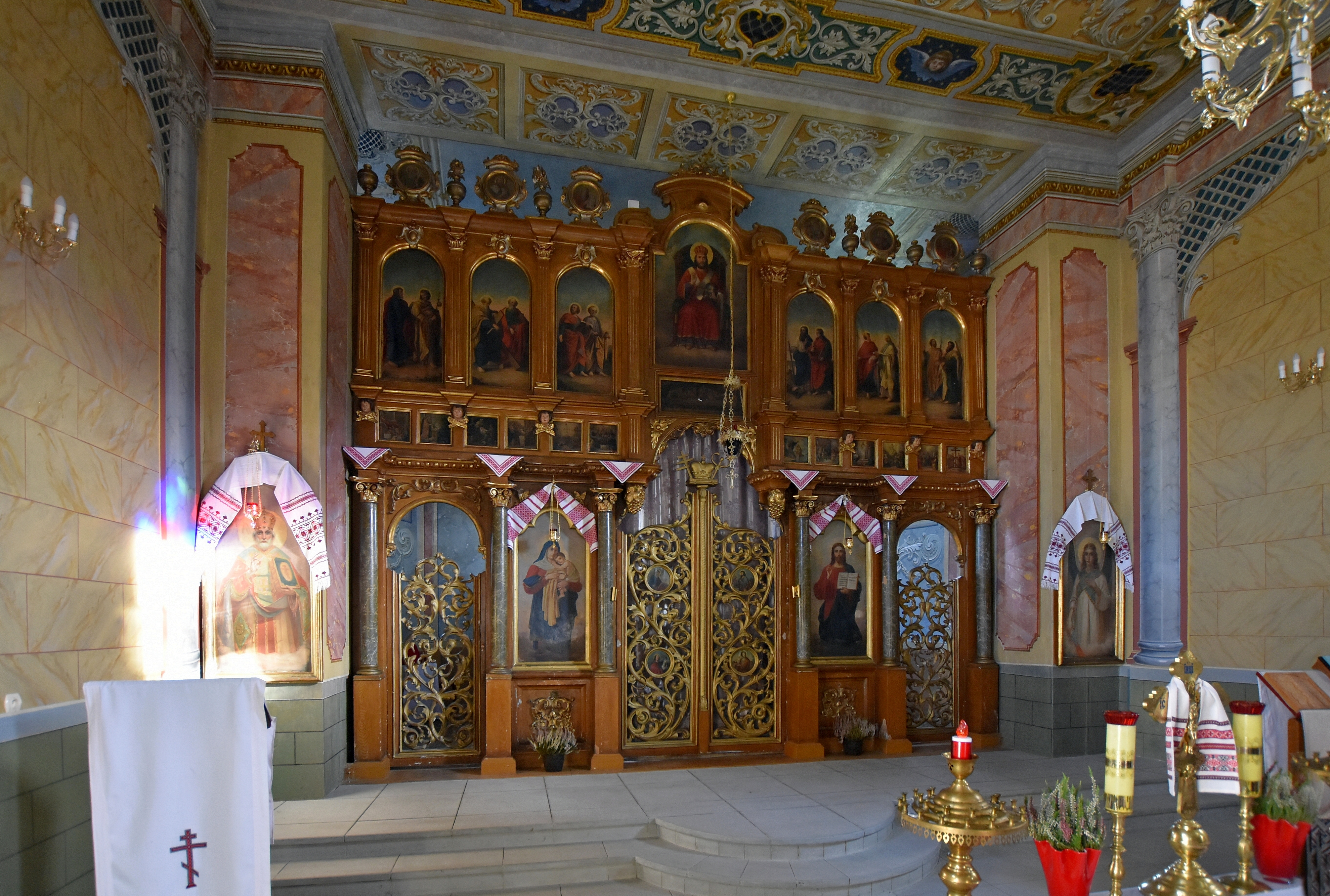
Ikonostas
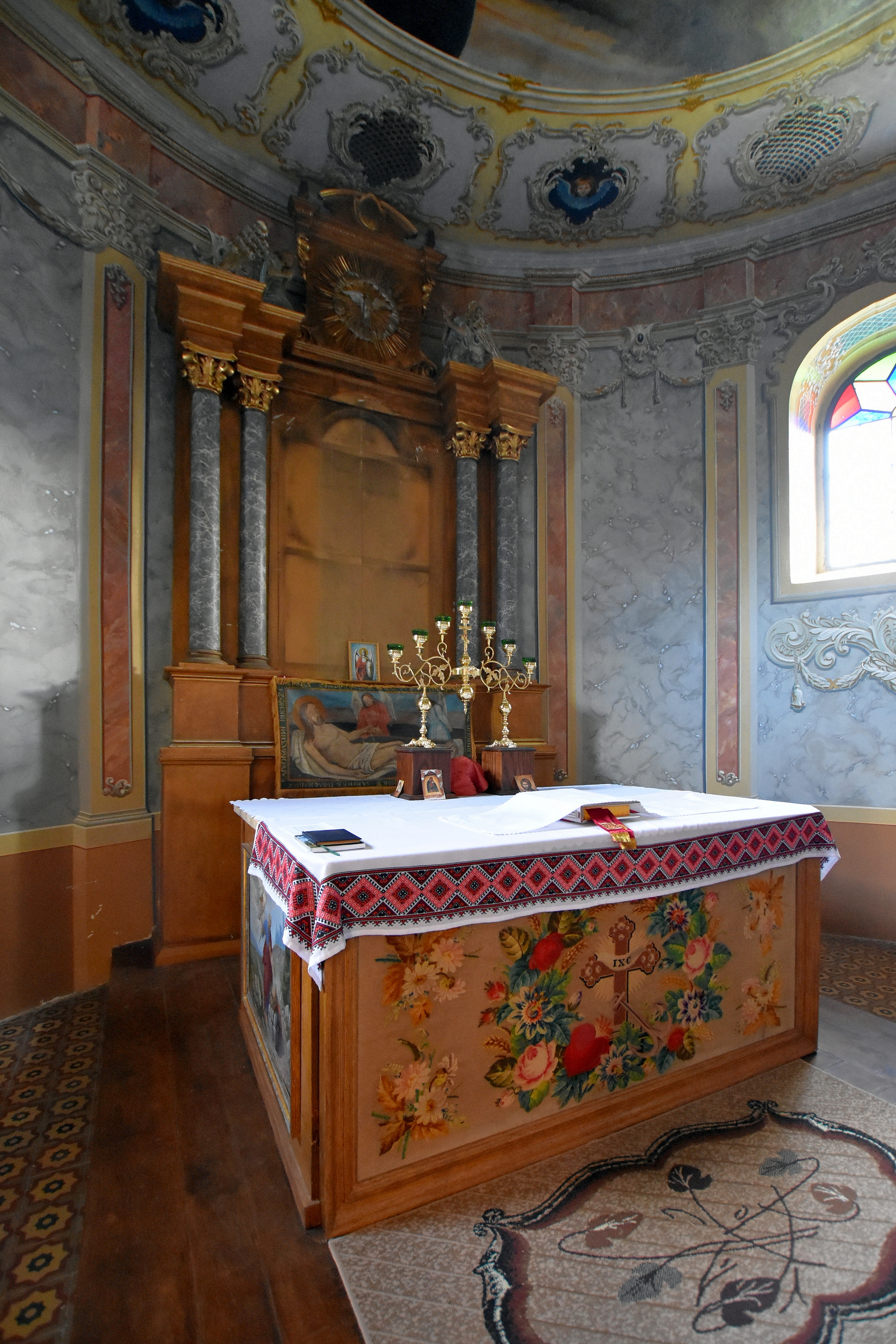
Sanktuarium